# Claire Aho
Claire Anita Aho, més coneguda com Claire Aho (Hèlsinki, 2 de novembre de 1925 – Estocolm, 29 de novembre de 2015) fou una fotògrafa finesa pionera de la fotografia editorial i les tècniques de color.

## Carrera

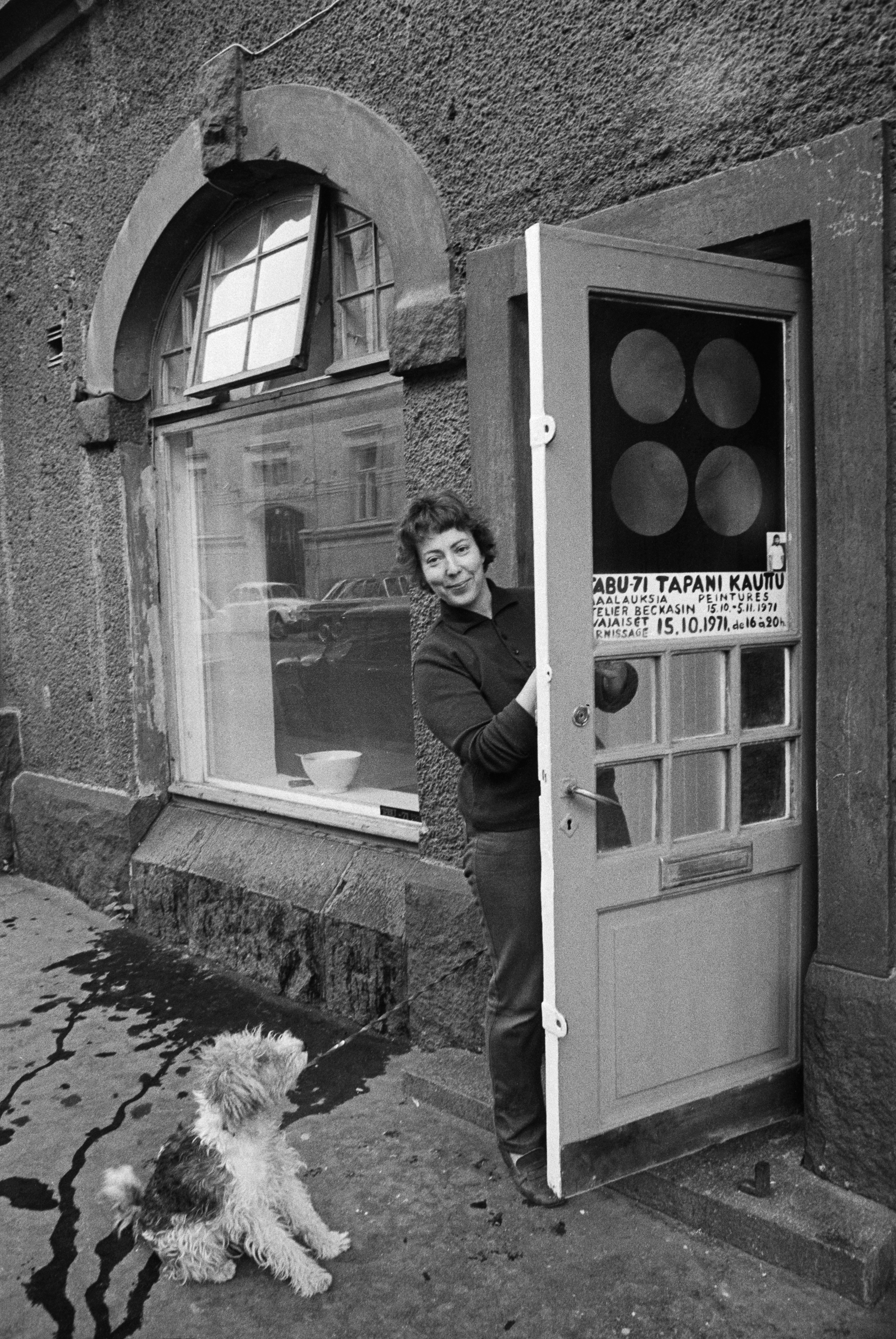
Claire Aho (1971)

Aho va estudiar ciències socials a la Universitat de Tampere. Començà la seva carrera a la dècada del 1940 a l'empresa Aho & Soldan, propietat de la seva família i amb una trajectòria molt destacada a nivell internacional. A principis de la dècada de 1950 i el 1960 treballà molt en favor de la popularització de la fotografia en color a Finlàndia. Era un moment de bonança i molta activitat cultural, i Aho ho aprofità per obrir un estudi de fotografia a nom seu. En aquest Aho fou molt prolífica i tocà des de la publicitat, fins a editorial, reportatge i moda.
El 1974 es traslladà a Suècia on treballà per a diversos diaris com ara el Hufvudstadsbladet. Així mateix, també col·laborà amb el Nordiska Museet. Les seves fotografies han estat exposades a Finlàndia, però també internacionalment, reconeixent així la figura d'Aho en el seu camp. En aquest sentit, el 2021 es creà un premi de fotografia amb el seu nom que s'atorga anualment a dones, professionals o amateurs, que destaquen per la seva originalitat.

## Vida personal
Claire Aho provenia d'una família culturalment molt activa. Era filla de Heikki Aho, director de cinema i Dinah Selkina, ballarina d'origen lituà. Alhora, els seus avis paterns eren Juhani Aho, escriptor i Venny Soldan-Brofeldt, artista molt reconeguda en context finès. La seva primera càmera li donaren amb tan sols deu anys.